# 폴란드 군정청
폴란드 군정청(독일어: Militärverwaltung in Polen 밀리타르베르발툰그 인 폴렌[*])은 나치 독일이 폴란드 침공을 한 이후 잠깐 기간 동안 점령한 폴란드 영토를 독일 국방군 측에서 행정 업무를 처리하던 기관이다. 1939년 10월 8일, 10월 12일에 히틀러 지시령으로 서부 영토는 나치 독일에 합병되었고, 동부 영토는 총독부가 되어 민간으로 이양되며 해체되었다.

## 군정의 행정
독일이 점령한 대부분의 폴란드 영토에는 행정부 공무원이 전쟁 중 피난을 간 이후 지역 내에서 자발적으로 세워진 임시 행정조직이 있었다. 이런 폴란드인의 행정조직은 점령 직후 해체되었으며 영토의 임시 통제는 독일군 후방사령관(Korück, Kommandant des rückwärtigen Armeegebiets)이 맡았다. 폴란드 정부가 꾸렸던 여러 행정 구역에는 독일이 민간 행정관을 채워 기용했다. 서부의 도시와 마을에는 시장과 포크트(vogts)에 독일인을 임명했으며 동부에는 주로 폴란드인을 기용하는 식으로 행정 공백을 채웠다.
1939년 9월 8일, 아돌프 히틀러는 폴란드 점령 지역의 행정에 관한 첫 번째 지시령을 내렸다. 1939년 9월 8일에서 13일 사이 알프레드 폰 폴라드보켈베르크가 통치하던 포즈난 군관구는 포젠(Posen)으로 개명했으며 비엘코폴스카 지역과 포메렐리아 지역에는 발터 헤츠가 통치하는 서프로이센 군관구가 세워졌다. 이후 1935년 5월 21일과 1938년 6월 1일 발효된 법률에 근거하여 독일 국방군은 민사행정총감(Chefs der Zivilverwaltung, CdZ)에 민사 행정 권한을 이양하였다. 히틀러는 포센 군관구의 민사행정총감에 아르투어 그라이서를, 단치히의 대관구지휘자인 알베르트 포어슈터를 서프로이센 군관구 민사행정총감에 임명하였다. 1939년 10월 3일에는 우치를 중심으로 하는 로지 군관구와 크라쿠프를 중심으로 하는 크라카우 대관구를 새로 수립하여 각각 게르트 폰 룬트슈테트와 빌헬름 리스트의 통치 하에 두었으며 민사행정총감엔 각각 한스 프랑크와 아르투어 자이스잉크바르트를 임명하였다. 이렇게 독일이 점령한 폴란드 영토는 서프로이센, 포젠, 로지, 크라카우 4개로 분할되었다. 더불어 한스 프랑크가 점령 폴란드 영토의 최고행정관으로 임명되었다.
군정은 10월 8일, 12일 2차례에 걸친 히틀러의 지시령으로 2개로 분할되어 서부 영토는 나치 독일의 영토로 직접 흡수 합병되었고, 동부 영토는 총독부가 되어 행정 권한이 총독부 행정기관으로 이양되었다.

## 같이 보기
- 제2차 세계 대전 기간 폴란드 영토의 행정 구역
- 총독부 행정기관 (Generalgouvernement für die besetzten polnischen Gebiete)

## 참고 문헌
- Berenstein Tatiana, Rutkowski Adam: Niemiecka administracja wojskowa na okupowanych ziemiach polskich (1 września — 25 października 1939 r.). in: Najnowsze Dziejke Polski. Materiały i studia z okresu II wojny światowej. Bd. VI. Warszawa 1962. S. 45-57